# Mezey Zsigmond
Mezey Zsigmond, született Rosenfeld (Nagybecskerek, 1885. december 12. – Arad, 1944. november 4.) magyar zeneszerző, zeneesztéta, zenekritikus, műfordító.

## Élete
Középiskolát szülővárosában végzett, a nagyváradi jogakadémián doktorált 1907-ben, majd a budapesti Zeneakadémián hegedű- és gordonkaszakos zenetanári oklevelet szerzett 1911-ben. Pályáját a nagyváradi színház másodkarmestereként kezdte, majd feleségével, Zay Margit zongoratanárnővel Aradon zeneiskolát létesített, amely 1940-ig működött. A város Filharmónia Egyesületének vezető muzsikusa. Nádassy Ernő szövegeire írt dalait, tánczenei szerzeményeit (Leila, 1927; Szeméből olvastam..., 1928; Ne gondolj rá, mit hoz a holnap, 1929) a Moravetz Zeneműkiadó adta ki.
Mint műfordító y. d. szignóval lefordította Jüan Csen Csui kisasszony és H. G. Wells A gyámoltalan kísértet c. elbeszélését (Periszkop, 1926), s ugyanitt ismertette Reinitz Béla Hét dal Ady Endre verseire cím alatt Bécsben kiadott kottáit.

## Művei
Önálló munkái a következők:
- Kétágú síp (Arad, 1924)
- A muzsika lelke (A muzsika illata, színe, bánata, sóvárgó láza esszékben. Arad, 1924)
- A zene története (Arad, 1929. Lexikon Könyvtár)